# Horní Slivno
Horní Slivno település Csehországban, a Mladá Boleslav-i járásban. Horní Slivno Dolní Slivno, Kropáčova Vrutice, Sudovo Hlavno és Košátky településekkel határos. Lakosainak száma 346 fő (2024. január 1.).

## Népesség
A település lakosságának változását az alábbi diagram mutatja:
| Lakosok száma | 489  | 468  | 512  | 286  | 251  | 218  | 291  | 294  | 324  | 346  |
|               | 1869 | 1890 | 1921 | 1950 | 1980 | 2001 | 2017 | 2019 | 2022 | 2024 |